# Vera Simon
Vera Simon (* 1973 in der Nähe von Danmarkshavn, Grönland) ist eine Autorin von Lebenshilfe-Büchern.

## Leben
Ihre ersten vier Lebensjahre verbrachte Vera Simon in Danmarkshavn, Grönland, wo ihr Vater mit Familie als Ingenieur eines Ölförderunternehmens bei der Exploration von neuen Erdölfeldern Arbeit fand. 1977 zogen sie mit ihren Eltern wieder nach Deutschland zurück, wo ihr Vater in einer der großen Raffinerien Ingolstadts als leitender Ingenieur arbeitete. Sie nahm nach ihrem Abitur und einer Reise nach Südamerika, eine Volontärsstelle bei einer kleinen Zeitung im badischen Raum an. 
Während ihrer Arbeit als Volontärin lernte sie den Leiter des Pattloch Verlags kennen, der von ihr ein Poesie-Geschenkbuch („Was ich an dir mag“) geschrieben haben wollte, das sich erfolgreich verkaufte. 
Vera Simon lebt heute mit ihrem Mann und ihren beiden Kindern Berit und Marc im Markgräflerland. Sie hat zwei Brüder.

## Werk
Seit Ende der 1990er-Jahre ist Simon Autorin von Lebenshilfe-Bücher. Das Frauenmagazin Brigitte meinte zu Vera Simon: „Keine kann so gut die Gedanken des Herzens beschreiben wie Vera Simon. Jedes Wort ist ein Genuss für die Seele. Kein Wunder, dass diese Autorin schon lange kein Geheim-Tipp mehr ist.“
Bekannt wurde Vera Simon mit ihrem Bestseller Ich liebe dich noch immer, von dem über 150.000 Exemplare verkauft wurden.

## Werke
- Ich liebe dich noch immer, Pattloch Verlag, 2000, ISBN 3-629-00196-3
- Nimm dich wie du bist, Pattloch Verlag, 2001, ISBN 3-629-00499-7
- 365 Gute-Nach-Gedanken, Pattloch Verlag, 2002, ISBN 3-629-01184-5
- Das kleine Buch der Elfen und Feen, Pattloch Verlag, 2004, ISBN 3-629-01242-6
- 365-mal: Ich liebe dich noch immer Pattloch Verlag, 2004, ISBN 3-629-01255-8
- Das kleine Buch der Schutzengel, Pattloch Verlag, 2005, ISBN 3-629-02051-8
- Kopf hoch!, Pattloch Verlag, 2005, ISBN 3-629-00787-2